# ジョン・A・キール
ジョン・A・キール（John A. Keel、1930年3月25日 - 2009年7月3日）は、アメリカ合衆国の作家、ジャーナリスト、未確認飛行物体および超常現象の研究家。モスマンに関するレポートで知られる。

## 生涯
キールは、1970年代初期以降、最も広く読まれ、影響力のあるUFO研究家の1人であった。しかし彼は自らをUFO研究家ではなく、フォーティアン（fortean、広範囲にわたる怪現象を収集・研究する者。チャールズ・フォートに由来）と称するのを好んでいた。
キール自身のUFOと超常現象に関する考え方は1960年代半ばから段階的に変化を続けていたにもかかわらず、彼はUFO研究の分野において常に独自であり、論争の的となる研究者であり続けていた。
キールは、心臓発作で2006年10月13日にニューヨーク市のレノックス・ヒル病院に入院し、同年10月16日に心臓手術を受けた。
2009年7月3日、心臓発作で死去。没年齢79歳。

## 最初のUFO調査
チャールズ・フォートやアイヴァン・サンダーソン、エイム・マイケル(Aime Michel)のような作家に影響され、キールは、1966年の初め頃からUFOと超常現象についての調査を始めた。
キールは4年間で20以上の州をめぐり、何千もの人々と会見した。また、2,000冊以上の本、何千もの雑誌、ニュースレターと新聞がレビューされた。また複数の新聞記事クリッピングサービスを使っており、1966年から1967年に全米を席巻したUFOフィーバーの間には、一日間で最高150件の記事がスクラップされた。

## 「UFO超地球人説」
1970年に出版された彼の2冊目の著作『UFO超地球人説(UFO s: Operation Trojan Horse)』で彼は、現代における多くのUFO遭遇（ヒューマノイドとの遭遇・接触を含む）に関するレポートが、古代の民間伝承や宗教における天使や神との遭遇譚と酷似していることを指摘したうえで、UFOは飛行機械ではなく、心霊現象の一種であると主張した。
キールの主張によれば、UFOは宇宙由来の存在ではなく、我々に知られずに地球に生息している非－人間的もしくは心霊的な知能存在（彼はそれを“超地球人(ultraterrestrials)”と名づけた）が、「UFOとは宇宙人の乗り物である」という誤った信念を広めるために、長期間にわたって繰り広げた壮大なペテンであるという。例えば、中世ヨーロッパの妖精伝承、吸血鬼伝説、1897年に目撃された謎の飛行船、1930年代に出没した謎の飛行機、ミステリアス・ヘリコプター、UMAなど異常な生物の目撃例、ポルターガイスト現象、光球やUFOの目撃例などの超常現象が全て欺瞞であるというのだ。彼ら（超地球人）は、宇宙船に乗った宇宙人として姿を現し、わざと墜落して見せたり、故障した宇宙船を修理しているところを目撃させたりして、「UFOは宇宙人の乗り物である」という誤った信念を人々に抱かせようとしているのだ、とキールは主張した。

## 「モスマンの黙示」
1976年、キールは著書「モスマンの黙示(Mothman Prophecies)」を発表する。
これは、アメリカ合衆国ウエストバージニア州ポイント・プレザントで1966年から一年間にわたり観察された奇怪な有翼のUMA、モスマンについての調査報告であった。
この著書は「プロフェシー」というタイトルで2002年に映画化された。主演にリチャード・ギアと共演にアラン・ベイツで、キールのパーソナリティを二人に分割したキャラクターとして設定された。
『Skeptical Inquirer』誌2002年5- 6月号で、ジャーナリストのジョン・C・シャーウッド(John C. Sherwood)と、かつてキールの仕事仲間であったUFO研究家グレイ・バーカー(Gray Barker)は、モスマン事件の調査期間中にキールとバーカーの間に交わされた私信の分析結果を発表した。シャーウッドによるレポート（「Gray Barker's Book of Bunk」）によると、モスマンについて、キールが調査をしていた時点で書いた文書と、彼の最初の本との間には重大な相違点がある、との報告がなされ、本の内容の精度について疑問を投げかけた。また、キールがその食い違いの原因を明らかにすることはなかった、とも報告された。

## 著作一覧
- 『ジャドウ 東洋の黒い魔術』（光文社）Jadoo (1957)
- 『UFO超地球人説』（早川書房）UFOs: Operation Trojan Horse (1970)
- 『四次元から来た怪獣』（大陸書房） / 『不思議現象ファイル』（角川春樹事務所、ボーダーランド文庫）Strange Creatures From Time and Space (1970)
- 『失われた惑星文明』（大陸書房） / 『宇宙からの福音(エウァンゲリオン)』（角川春樹事務所、ボーダーランド文庫）Our Haunted Planet (1971)
- The Flying Saucer Subculture (1973)
- 『モスマンの黙示』（国書刊行会） / 『プロフェシー』（ソニーマガジンズ）The Mothman Prophecies (1975)
- The Eighth Tower (1975)
- Disneyland of the Gods (1988)
- The Complete Guide to Mysterious Beings (1994) ：「Strange Creatures from Time and Space」の改訂版